# David Huffman (acteur)
Pour les articles homonymes, voir David Huffman et Huffman.
David Huffman, né le 10 mai 1945 et mort assassiné le 27 février 1985, est un acteur américain.

## Biographie
Huffman fut assassiné par un cambrioleur à San Diego (Californie).

## Filmographie

### Acteur

#### Cinéma
- 1978 : Château de rêves de Donald Wrye : Brian Dockett
- 1978 : F.I.S.T : Abe Belkin
- 1979 : Tueurs de flics : Dist. Atty. Phil Halpin
- 1980 : La Plage sanglante : Harry Caulder
- 1980 : Leo and Loree : Dennis
- 1980 : Wolf Lake (en) : David
- 1981 : Le volcan qui tue (en) (St. Helens) : David Jackson
- 1982 : Firefox, l'arme absolue : Capitaine Buckholz
- 1983 : Last Plane Out : Jim Conley

#### Télévision

##### Séries télévisées
- 1973 : Love Story : David Ross
- 1974 : Lincoln : Ellmer Ellsworth
- 1974 : Nakia : Earl
- 1974 : Police Story : T. Byron Bentley
- 1976 : Baretta : Jesse Bryant
- 1976 : Bert D'Angelo/Superstar
- 1976 : Capitaines et Rois (Captains and the Kings) : Sean Armagh
- 1976 : Eleanor and Franklin : Elliott Roosevelt, Sr.
- 1977 : BBC Play of the Month : Chadwick Newsome
- 1977 : Testimony of Two Men : Harold Ferrier
- 1979 : Lou Grant : Daniel Todson
- 1979-1983 : Trapper John, M.D. : Barry Laughton / Frank Maxwyn
- 1982 : La Petite Maison dans la prairie : Reverend Addison Hale
- 1983 : Les Enquêtes de Remington Steele : Wilson Jeffries
- 1984 : Hooker : Dr. Don Travers
- 1984 : Newhart : Ted Kingston
- 1984 : The Mississippi : Harley Morhaim

##### Téléfilms
- 1973 : Pueblo : Seaman
- 1974 : Calibre 38 : Wayne
- 1974 : F. Scott Fitzgerald and 'The Last of the Belles' : Andy McKenna
- 1974 : The Yanks Are Coming
- 1976 : Amelia Earhart (en) : Radio Operator
- 1976 : Qu'est-il arrivé au bébé de Rosemary? : Peter Simon
- 1977 : In the Matter of Karen Ann Quinlan : Paul Armstrong
- 1978 : The Winds of Kitty Hawk : Orville Wright
- 1979 : Tom Edison: The Boy Who Lit Up the World : Tom Edison
- 1980 : Un bébé de plus : Jeff Winston
- 1981 : Sidney Shorr: A Girl's Best Friend : Jimmy
- 1981 : The Million Dollar Face : Christopher Ward
- 1983 : La cinquième victime : David
- 1983 : Meurtre au champagne : Stephan Farraday
- 1984 : Children in the Crossfire : Larry Malone
- 1984 : When She Says No : Carl Jerome

### Producteur

#### Téléfilms
- 1980 : Un bébé de plus